# Debí Tirar Más Fotos
Debí Tirar Más Fotos (Gestileerd als DeBÍ TiRAR MáS FOToS; vertaling: Ik had meer foto's moeten nemen; verkort tot DtMF) is het zesde solo studioalbum (zevende in totaal) van de Puerto Ricaanse rapper en zanger Bad Bunny. Het album is op 5 januari 2025 uitgebracht via Rimas en is de opvolger van zijn vorige plaat Nadie Sabe Lo Que Va a Pasar Mañana (2023). 
Musicaal gezien is het een voornamelijk een reggaeton album dat verschillende elementen van Puerto Ricaanse muziek waar Bad Bunny in zijn jeugd naar heeft geluisterd, inclusief, plena, jíbaro, salsa. De lyrische inhoud verkent de complexiteit van de politieke status van Puerto Rico en de daaruit voortvloeiende problemen, zoals gentrificatie en verlies van culturele identiteit. Het album bevat samenwerkingen met Chuwi, Omar Courtz, Los Pleneros de la Cresta, Dei V en RaiNao.
Debí Tirar Más Fotos werd ondersteund door meerdere singles en bevat de Billboard Global 200 hit 'DTMF'. Het album was ook gepromoot door middel van een korte film met dezelfde naam en geüpload op YouTube, net zoals de concertresidentie No Me Quiero Ir de Aquí. Na de release kreeg het lovende kritieken van muziekcritici, die het als Bad Bunny's meest persoonlijke album en een eerbetoon aan Puerto Rico beschouwden. Het album bereikte de eerste plaats in de US Billboard 200, en werd daarmee zijn vierde nummer één album en het zesde Spaanstalige album dat de top van de hitlijst bereikte.

## Achtergrond
Op 13 oktober 2023 bracht Bad Bunny zijn vijfde solostudioalbum Nadie Sabe Lo Que Va a Pasar Mañana uit, dat debuteerde op nummer één in de Amerikaanse Billboard 200 met 184.000 exemplaren en de top 10 bereikte in nog eens vijf landen. De release van het album werd gevolgd door zijn vijfde concerttournee, getiteld de "Most Wanted Tour", die liep van februari tot juni 2024. Deze tournee was allemaal uitverkocht en brak meerdere records. Buiten de tournees bracht Bad Bunny samenwerkingen uit met Myke Towers en Rauw Alejandro evenals de op zichzelf staande single " Una Velita ", mede geproduceerd door zijn vaste producer Tainy.
Op 5 december 2024 bracht Bad Bunny de leadsingle "El Club" uit, een "etherisch" nummer dat "hartslagverhogende housebeats" combineert met een "nostalgisch" gevoel. Bad Bunny kondigde het album drie weken later aan, op 26 december. Samen met de aankondiging werd de tweede single "Pitorro de Coco" uitgebracht. De albumhoes en de tracklist werden op 3 januari 2025 onthuld, samen met een begeleidende korte film op YouTube met filmmaker Jacobo Morales. 
Na de release van een aantal singles, kondigde hij zijn zesde solo studioalbum getiteld Debí Tirar Más Fotos, en ondersteunde het met twee singles, “El Clúb” en “Pitorro de Coco”. Zijn besluit om het album deze titel te geven komt doordat hij het in eerste instantie haatte om foto's te maken, maar er uiteindelijk aan gewend raakte, waarbij hij aangaf dat het idee is “te genieten van het moment toen ik het kon en herinneringen te waarderen”.

## Muziek en themas
Debí Tirar Más Fotos is in de eerste plaats een reggaeton album dat verschillende genres van Puerto Ricaanse muziek, zoals jíbaro, plena, en salsa integreert. De productie voor het album werd verzorgd door Bad Bunny's vaste producenten Tainy, La Paciencia, en MAG, samen met nieuwe medewerkers Big Jay en Saox.

### Nummers
Het openingsnummer van het album, “Nuevayol”, begint met een sample van “Un Verano en Nueva York”, oorspronkelijk uitgevoerd door Andy Montañez en El Gran Combo de Puerto Rico, later overgaand in een fusie van reggaeton en dembow ritmes, vergelijkbaar met de zanger's 2022 single “Tití Me Preguntó”. Tijdens een exclusief video-interview met The New York Times verklaarde Bad Bunny dat “Nuevayol” een van de eerste nummers was die voor het album werd geschreven, waarbij hij opmerkte dat het nummer het culturele en historische belang van Nuyoricanen vertegenwoordigt. Hij verklaarde ook de plaatsing als openingsnummer, omdat New York City het verzamelpunt is van “de hele Latijns-Amerikaanse gemeenschap”.
Het derde nummer, “Baile Inolvidable”, wordt beschreven als een “spirituele opvolger” van “Después de la Playa”, en bevat een live salsa-orkest bestaande uit studenten van de Escuela Libre de Música in San Juan. “El Clúb” is een housetrack met een fusie van elektronische muziek en plena. “Turista” is een langzame bolero met een tekst die reflecteert op een korte relatie en het vergelijkt met het perspectief van reizigers die in een land aankomen om kort “te genieten van wat er is, maar zodra ze vertrekken, worden ze niet geconfronteerd met de strijd die de lokale bewoners moeten voeren”. “Lo Que Le Pasó a Hawaii” wordt beschreven als een samensmelting van jíbaro en synthpop, met instrumentale elementen bestaande uit güiros en gitaren, waarbij Bad Bunny muzikaal de gentrificatie in Puerto Rico aan de kaak stelt en zijn bezorgdheid uit over de mogelijke negatieve gevolgen van de toelating van het eiland tot de Unie in de context van Hawaï.

## Marketing

### Albumhoes
De albumhoes voor Debí Tirar Más Fotos werd onthuld op 3 januari 2025. Er staan twee Monobloc stoelen op een veld met vuil en gras met bananenbomen op de achtergrond.  Volgens Bianca Betancourt van Harper's Bazaar is de albumhoes “bedoeld om te resoneren” met zowel stateside als eilandbewoners van Puerto Ricans. 

### Tournee
Op 5 mei 2025 werd de Debí Tirar Más Fotos World Tour. 24 shows werden aangekondigd, allemaal stadion-shows met een eerste solo show in Nederland en België. In 2026 treedt de rapper op in de GelreDome en in het Koning Boudewijn Stadion. 

## Tracklist
Alle muziek en teksten zijn geschreven door Benito Martínez, behalve waar vermeld. 
| 1.                 | Nuevayol                                      |                                                                               | MAG, La Paciencia, Justo Barreto                                                                           | 3:03 |
| 2.                 | Voy a Llevarte pa PR                          |                                                                               | Tainy, Dysbit                                                                                              | 2:36 |
| 3.                 | Baile Inolvidable                             |                                                                               | MAG, La Paciencia, Elikai, Big Jay                                                                         | 6:07 |
| 4.                 | Perfumito Nuevo (met RaiNao)                  | Martínez, Naomi Ramírez                                                       | Tainy, La Paciencia, Richi López                                                                           | 3:20 |
| 5.                 | Weltita (met Chuwi)                           | Martínez, Wilfredo Aldarondo, Lorén Aldarondo, Wester Aldarondo, Adrián López | La Paciencia, Eduardo Cabra, Big Jay, Pau Donés                                                            | 3:07 |
| 6.                 | Veldá (met Omar Courtz and Dei V)             | Martínez, Joshua Medina, David Rivera                                         | Tainy, Foreign Teck, Bassy, Frank King, Osakis, Edwin Vázquez, Juan Morera, Orlando Valle, Vladimir Félix  | 3:55 |
| 7.                 | El Club                                       | Martínez, MAG, Scotty Dittrich                                                | MAG, Saox, La Paciencia, Mick Coogan, Scotty Dittrich, Uv Killin Em, Aidan Cullen, the Change, Julia Lewis | 3:42 |
| 8.                 | Ketu Tecré                                    |                                                                               | Tainy, MAG, La Paciencia                                                                                   | 4:10 |
| 9.                 | Bokete                                        |                                                                               | MAG, La Paciencia, Mick Coogan                                                                             | 3:35 |
| 10.                | Kloufrens                                     |                                                                               | Tainy, MAG, La Paciencia                                                                                   | 3:19 |
| 11.                | Turista                                       |                                                                               | MAG, La Paciencia, Scotty Dittrich, Jonathan "Yoni" Asperil                                                | 3:10 |
| 12.                | Café con Ron (with los Pleneros de la Cresta) |                                                                               | Tainy, La Paciencia                                                                                        | 3:48 |
| 13.                | Pitorro de Coco                               |                                                                               | MAG, Tainy, La Paciencia, Chuito                                                                           | 3:26 |
| 14.                | Lo Que Le Pasó a Hawaii                       |                                                                               | Tainy, MAG, Hamed, Florencio Morales Ramos                                                                 | 3:49 |
| 15.                | EOO                                           |                                                                               | Tainy, La Pacienca, Tito "El Bambino", Rafael Pina, Héctor Delgado, Efrain Fines Nevares                   | 3:24 |
| 16.                | DTMF                                          |                                                                               | MAG, Tyler Spry, Scotty Dittrich, JULiA LEWis, La Paciencia, Hydra Hitz                                    | 3:57 |
| 17.                | La Mudanza                                    |                                                                               | Tainy, La Paciencia, Big Jay, Julito Gastón                                                                | 3:33 |
| Totale duur: 62:01 |                                               |                                                                               | |      |

## Personeel

### Zang
- Bad Bunny - zang
- RaiNao - zang (track 4)
- Omar Courtz - zang (track 6)
- Dei V - zang (track 6)

### Toegevoegde zang
- Elliott Romero - achtergrondzang (track 1)
- Paquito Guzman - achtergrondzang (track 1)
- Krystal Santana - achtergrondzang (tracks 3, 17)
- Eyeri Yrady - achtergrondzang (track 17)
- Luis Figueroa - achtergrondzang (track 17)
- Rylee López - achtergrondzang (track 17)

### Musici
- Ronyel Cruz - maracas (tracks 3, 17)
- Darnell García - trombone (tracks 3, 17)
- Oscar Oller - trombone (tracks 3, 17)
- Luis Figueroa - trompet (track 3)
- Roig Berríos - trompet (nummers 3, 17)
- Ádrian Lopez - conga's (track 5)
- Tyler Spry - elektrische basgitaar (track 7), keyboard (tracks 10, 16)
- Jonathan “Yoni” Asperil - akoestische gitaar (track 11)
- Luis Amed Irizarry - piano (track 14)

### Technisch
- Colin Leonard - mastering
- Josh Gudwin - mixing (tracks 1-4, 6-17)
- Fab Dupont - mixen (track 5)
- Antonio Caraballo - opnametechnicus (tracks 3, 12)
- Eduardo Cabra - opnametechnicus (track 5)
- Sebastian Otero - opnametechnicus (track 5)
- Luis Amed Irizarry - opnametechnicus (track 14)
- Tyler Spry - engineering (track 10), extra engineering (track 8, 16), programming (tracks 8, 10, 16)

## Hitlijsten
| Hitlijsten (2025)                      | Top position |
| -------------------------------------- | ------------ |
| Australië (ARIA)                       | 16           |
| Oostenrijk (IFPI)                      | 3            |
| België (Ultratop Vlaanderen)           | 2            |
| België (Ultratop Wallonië)             | 1            |
| Canada (Canadian Hot 100)              | 2            |
| Denemarken (Hitlisten)                 | 7            |
| Nederland (Album Top 100)              | 1            |
| Finland (Suomen virallinen lista)      | 17           |
| Frankrijk (SNEP)                       | 1            |
| Duitsland (Offizielle Deutsche Charts) | 3            |
| Hongarije                              | 2            |
| IJsland (Tónlistinn)                   | 7            |
| Ierland (Irish Albums Chart)           | 7            |
| Italië (FIMI)                          | 1            |
| Litouwen (AGATA)                       | 6            |
| Nieuw-Zeeland (RMNZ)                   | 16           |
| Noorwegen (VG-lista)                   | 4            |
| Polen (OLiS)                           | 2            |
| Portugal (AFP)                         | 1            |
| Spanje (PROMUSICAE)                    | 1            |
| Zweden (Sverigetopplistan)             | 4            |
| Zwitserland (Schweizer Hitparade)      | 1            |
| Verenigd Koninkrijk (OCC)              | 13           |